# Shams al-Ma'arif
O Shams al-Ma'arif ou Shams al-Ma'arif wa Lata'if al-'Awarif (árabe: كتاب شمس المعارف ولطائف العوارف, lit: 'O Livro do Sol da Gnose e as Sutilezas das Coisas Elevadas') é um grimório do século XIII centrado na magia árabe e que afirma ser um manual para alcançar a espiritualidade esotérica. Foi escrito pelo estudioso Ahmad al-Buni, que o escreveu enquanto vivia na Argélia; ele morreu por volta de 1225. O livro é uma colcha de retalhos de partes e fragmentos de obras autênticas de al-Buni e textos de outros autores. Estudiosos como Ibn Taymiyyah criticaram o livro e rotularam al-Buni como um adorador iludido do demônio.
Em sua forma contemporânea, o livro consiste em dois volumes: Shams al-Ma'arif al-Kubra e Shams al-Ma'arif al-Sughra, sendo o primeiro o maior dos dois. Os primeiros capítulos apresentam ao leitor os quadrados mágicos e a combinação de números e o alfabeto que, segundo se acredita, produz efeitos mágicos, que o autor afirma ser a única maneira de se comunicar com gênios, anjos e espíritos. O índice que foi introduzido nas edições impressas posteriores da obra contém uma lista de capítulos não numerados (faṣl), que se estendem até um número de 40. No entanto, antes da prensa tipográfica e de várias outras padronizações, havia três volumes independentes que circulavam, cada um com um tamanho diferente.
Embora seja popular, também carrega a notória reputação de ter sido suprimida e proibida durante grande parte da história islâmica. No entanto, ela continua a persistir, sendo lida e estudada até os dias atuais, apesar de sua veracidade questionável e implicações negativas. Algumas ordens sufis, como a ordem Naqshbandi-Haqqani, ocasionalmente reconheceram seu potencial valor espiritual, desde que o leitor a compreenda.
Outro título do mesmo autor, chamado Manba' Usool al-Hikmah ("A Fonte dos Fundamentos da Sabedoria"), é considerado seu texto complementar.